# Čocha

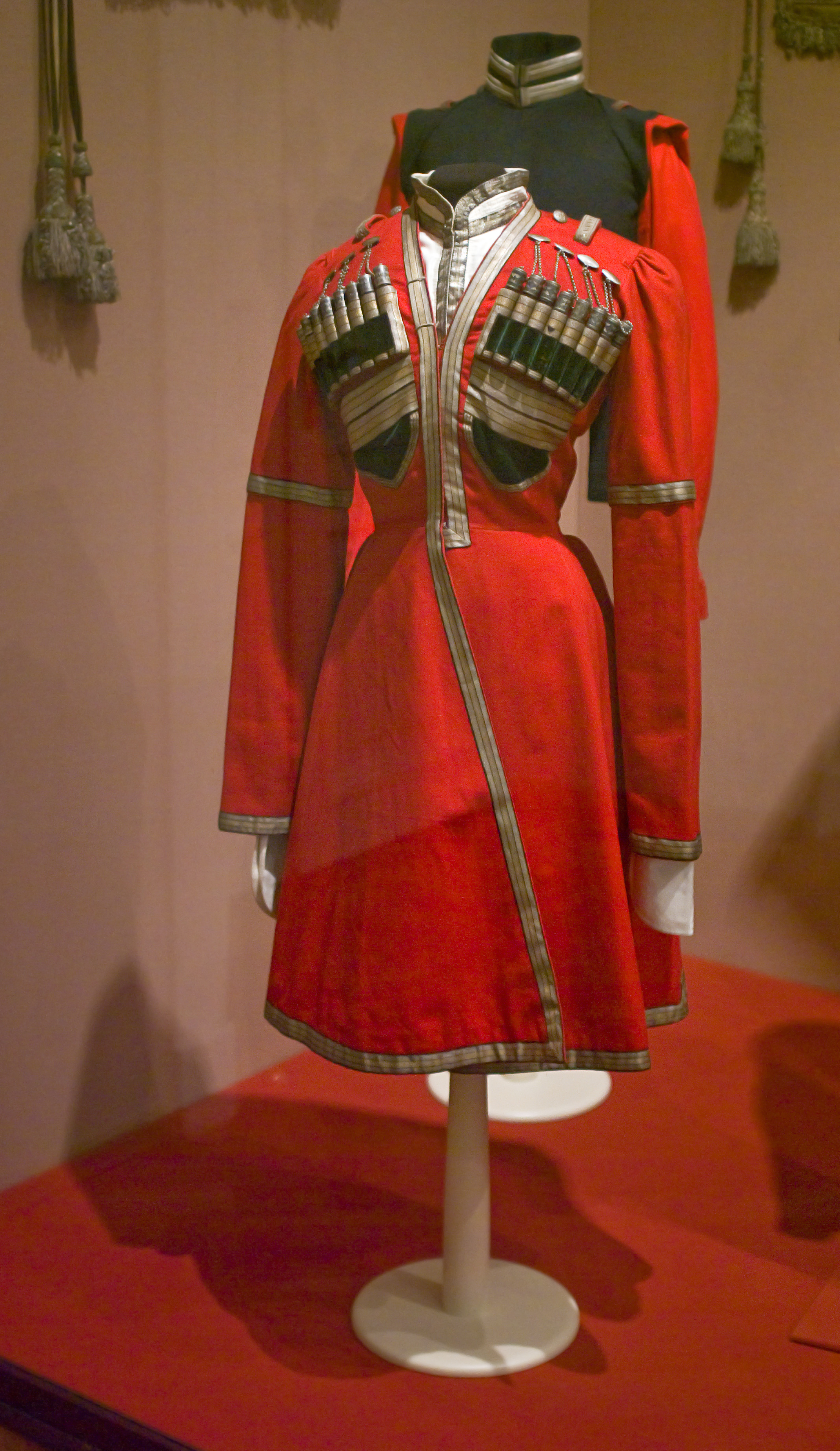
Chokha di un ufficiale cosacco della guardia imperiale (museo della guardia, San Pietroburgo).

La čocha o čerkeska (in russo черкеска?) è un mantello tradizionale del Caucaso per uomo che è anche stato adottato da alcune truppe cosacche.

## Denominazione
Il nome russo è derivato da quello del popolo circasso (ai nostri giorni chiamati Adighè) originari del Caucaso settentrionale. I Georgiani e gli Armeni chiamano questo mantello čocha (ჩოხა, չուխա).

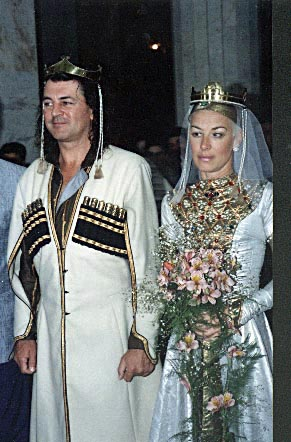
Ian Gillan (cantante dei deep purple) e la moglie Bron, vestiti nei costumi nazionali georgiani, a Tbilisi nel 1990.

## Descrizione
Esistono differenti tipi di čocha tradizionali in Georgia, il modello più usato nell'intero Caucaso è un lungo mantello senza colletto, che arriva fino alle ginocchia, stretto in vita, con maniche larghe. Sul petto vi sono le caratteristiche "cartucciere", chiamate gazyrnicy, un tempo destinate a ricevere le cartucce.
A partire dal XIX° secolo, la čocha fa parte dell'uniforme delle truppe di cavalleria russe durante le guerre del Caucaso, in particolare dei Cosacchi del Kuban' e di Terek. Viene completata dal burka, dalla papacha e dal bašlyk.